# Théoxénies
 (mars 2023).
Si vous disposez d'ouvrages ou d'articles de référence ou si vous connaissez des sites web de qualité traitant du thème abordé ici, merci de compléter l'article en donnant les références utiles à sa vérifiabilité et en les liant à la section « Notes et références ».
Les Théoxénies (τὰ Θεοξένια / tà Theoxénia, neutre pluriel) sont des fêtes de la Grèce antique, célébrées principalement à Delphes, mais aussi dans de nombreux autres lieux de l'Antiquité.
Durant ce festival, on supposait que le dieu Apollon accueillait tous les dieux de l'Olympe. Des personnalités d'autres villes étaient également invitées (dirigeants, philosophes, orateurs, etc.), auxquelles on offrait des morceaux de choix pendant le banquet. À Delphes, on utilisait, lors de la fête des Théoxénies, un grand cratère d'argent qui, selon la tradition, avait été offert à Apollon par Crésus. À Pellène, en Achaïe, il existait un sanctuaire d'Apollon Théoxène, ainsi qu'une statue de bronze à son effigie, devant laquelle se déroulaient des jeux athlétiques.
À Páros et Akragas (Agrigente, en Sicile), les Théoxénies étaient organisées en l'honneur des Dioscures. Les Théoxénies étaient également célébrées à Ténos. Dans toutes ces fêtes locales, les organisateurs étaient appelés Théoxénistes.

## Orientation bibliographique
- Paul Veyne, « Inviter les dieux, sacrifier, banqueter. Quelques nuances de la religiosité gréco-romaine », Annales. Histoire, Sciences Sociales, vol. 55, no 1,‎ 2000, p. 3-42 (lire en ligne)

- (el) Cet article est partiellement ou en totalité issu de l’article de Wikipédia en grec moderne intitulé « Θεοξένια » (voir la liste des auteurs).